# Комисар
Комисар (на латински: commissārius – упълномощен) е наместник, натоварен с власт представител на централна власт.
- член на комисия
- лице с временни пълномощия (за изпълнение на определена задача, за работа в определена сфера)[1]
- европейски комисар, еврокомисар – член на Европейската комисия на Европейския съюз
- народен комисар, нарком – член на правителството на СССР (от 6 юли 1923 г. до 15 март 1946 г.)
- политкомисар, политически комисар – комунистически ръководител на партизанска част по време на Партизанското движение в България (1941 – 1944) и на военно формирование от Българската войска при участието на България във войната срещу Третия Райх (1944 – 1945)
- комисар във военно формирование – представител на Комунистическата партия в командването на съответното военно формирование от Червената армия (1918 – 1942)
- комисар от милицията (държавната сигурност) – висше офицерско звание в СССР в периода от 1943 до 1973 г. (1930-те – 1940-те години)
- военен комисар, военком – пълномощник на въоръжените сили при местни граждански власти в СССР и ОНД
- (полицейски) комисар, комисар от полицията – висша длъжност в полицията на България, Франция, Италия и др. страни[2]
- (спортен) комисар – пълномощник на спортна федерация, осъществяващ надзор за спазването на правилата при състезания (например във „Формула 1“ по правилата на ФИА)